# Fosfinooxazoliny

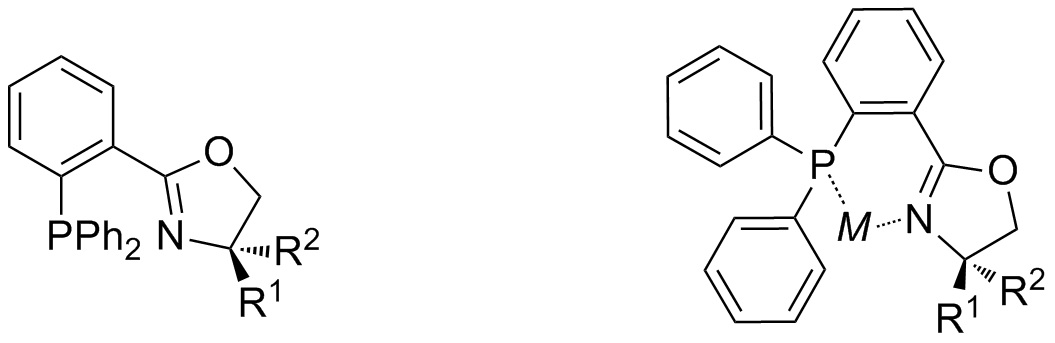
Chirální fosfinooxazolinové ligandy ve volné a koordinované formě

Fosfinooxazoliny (zkráceně PHOX) jsou skupinou chirálních ligandů používaných v asymetrické katalýze. Jejich komplexy se využívají k enantioselektivním syntézám reakcemi s vysoce symetrickými přechodnými stavy, jako jsou allylové substituce, jejichž stereoselektivní provedení bývá obtížné. Tyto ligandy jsou bidentátní a hemilabilní, přičemž měkčí P‑donor je vázán pevněji než tvrdší N‑donor.

## Příprava
Při přípravě fosfinooxazolinů obvykle nezáleží na pořadí přidávání fosfinu a oxazolinu, jsou ale známy případy, kdy se používá jiné pořadí, nejprve se připraví fenyloxazolin, k němuž se poté přidá difenylfosfin. Takovéto postupy závisí na substituentech v poloze X:
- Pokud je X fluor, pak při párování probíhá štěpení aniontu za vzniku difenylfosfinového aniontu.[3]
- Když je skupinou X brom, tak lze sloučeninu přeměnit na Grignardovo činidlo a to nechat zreagovat s chlordifenylfosfinem,[4] nebo difenylfosfinem za katalýzy jodidem měďným.[5]
- Sloučeniny, které mají jako X vodík, vstupují do řízených ortho-lithiací (vyvolávaných vnitromolekulárními koordinacemi oxazolinu), následovanými reakcemi s chlordifenylfosfinem.[6]

Nejsnadněji se provádějí reakce katalyzované jodidem měďným, protože nevyžadují přípravu konkrétní aniontové nebo organokovové sloučeniny a mohou vést k vysokým výtěžkům u mnoha různých substrátů.

## Využití v katalýze
Fosfinooxazoliny mohou ovlivňovat enantioselektivitu i regioselektivitu reakcí katalyzovaných kovy. V reakcích se symetrickými přechodnými stavy tyto vlastnosti vyvolávají tvorbu chirálních center a vedou k převažujícímu vytváření jednoho produktu oproti druhému. Enantioselektivitu řídí chiralita skupiny navázané na oxazolin, stereogenní ale může být také P-centrum.
Regioselektivitu ovlivňují sterické a elektronové efekty, přičemž má největší význam trans efekt, kdy atomy v poloze trans oproti atomu fosforu jsou elektrofilnější než kdy, které jsou trans vůči dusíku.

### Allylové substituce
Fosfinooxazoliny mají využití při allylových substitucích, u kterých e vyžaduje enantio- i regioselektivita; vznik enantiomerně čistých produktů je vyvoláván vysokou symetrií přechodných stavů. Všechny adice uvedené na následujícím obrázku jsou enantioselektivní, ale u symetrického komplexu se neobjevuje regioselektrivita, což vede k racemickému produktu. Asymetrický komplex je regioselektivní i enantioselektivní a vytváří tak jediný enantiomer.
Hlavní oblastí, kde se používají PHOX ligandy, jsou palladiové katalyzátory enantioselektivních allylových substitucí. Mohou řídit široké spektrum substitučních reakcí, jako jsou allylové alkylace (Cudžiovy-Trostovy reakce), aminace a sulfonylace.

### Heckovy reakce
Komplexy palladia s chirálními fosfinooxazoliny jsou dobrými katalyzátory Heckových reakcí.
Tyto reakce se vyznačují vysokými hodnotami výtěžnosti i enantiomerního přebytku a tvoření vedlejších produktů přesuny vazeb C=C je minimální.
Pd-PHOX katalyzátory lze zapojit také do vnitromolekulárních Heckových reakcí, přičemž u některých z nich jsou účinnější než běžnější ligandy, jako například BINAP.

### Asymetrické hydrogenace
Vysoké enantio- a regioselektivity reakcí, do kterých byly zahrnuty fosfinooxazolinové ligandy, podnítil výzkum jejich využití v asymetrických hydrogenacích. Fosfinooxazolinové komplexy iridia jsou účinné při hydrogenacích využívajících H2, zkoumány byly ale také katalyzátory založené na rutheniu a palladiu. Vedle teoretických studií byly za účelem lepšího pochopení těchto reakcí zkoumány i strukturní a kinetické vlastnosti komplexů Ir-PHOX.